# ベルレンガ島の戦い (1666年)
ベルレンガ島の戦い（ベルレンガとうのたたかい、ポルトガル語: Batalha das Berlengas）はポルトガル王政復古戦争中の1666年、ポルトガル王国のサン・ジョアン・バプティスタ・ダス・ベルレンガス砦守備軍とディエゴ・イバラ（Diego Ibarra）率いるスペイン艦隊の間で戦われた戦闘。1か月をかけてポルトガル人の漁業を破壊、町を砲撃、補給を寸断した後、ベルレンガ島の砦を強襲した。要塞は破壊され、駐留軍全員が捕虜になった。
戦闘の後、砦の再建が始まり、1678年に初代フロンテイラ侯爵ジョアン・デ・マスカレニャスによって完成した。